# Кілій (Нямц)
Кілій (рум. Chilii) — село у повіті Нямц в Румунії. Входить до складу комуни Валя-Урсулуй.
Село розташоване на відстані 272 км на північ від Бухареста, 52 км на схід від П'ятра-Нямца, 57 км на південний захід від Ясс.

## Населення
За даними перепису населення 2002 року у селі проживали 1105 осіб, усі — румуни. Усі жителі села рідною мовою назвали румунську.